# Copa Inca
La Copa Inca, nota come Coppa del Perù, è stata una competizione calcistica organizzata dalla Asociación Deportiva del Fútbol Profesional (ADFP). Fungeva da coppa nazionale.

## Storia
La prima edizione si è svolta nel 2011, la squadra vincente ha poi affrontato la squadra campione nazionale nella Copa Federación (Supercoppa del Perù).
Nel 2012 l'organizzazione della competizione è stata bloccata per ragioni amministrative.
Nel 2014 la manifestazione è stata riproposta dalla federazione: il torneo si è svolto in apertura di stagione prima del Campeonato Descentralizado e vi hanno preso parte le 16 formazioni della massima divisione nazionale. La squadra vincitrice della finale ha ottenuto la qualificazione alla Coppa Libertadores 2015 mentre la finalista perdente si è qualificata per la Coppa Sudamericana 2015.

## Formula
Alla prima edizione hanno partecipato 32 squadre: 16 della Primera División, 5 della Segunda División e 11 della Copa Perú. La formula prevedeva una prima fase preliminare a cui partecipavano le squadre provenienti dalle divisioni più basse basata sull'eliminazione diretta in gara singola, dagli ottavi di finale in poi restava in vigore l'eliminazione diretta ma sulla base del doppio confronto di andata e ritorno.
La seconda edizione del torneo si è svolta con la formula del girone all'italiana: le 16 partecipanti sono state divise in due gruppi da 8 e si sono affrontate in gare di andata e ritorno, le due prime classificate di ciascun raggruppamento hanno raggiunto la finale disputata in gara unica in campo neutro.
La terza edizione si è svolta con una prima fase composta da tre gironi all'italiana (due da sei squadre e uno da cinque) con gare di andata e ritorno; le prime di ciascun gruppo e la migliore tra le seconde hanno ottenuto la qualificazione alla fase ad eliminazione diretta. Le semifinali si sono svolte con la formula A/R mentre la finale si è disputata in gara unica.

## Albo d'oro
| Stagione  | Campione             | Risultato            | Finalista              |
| --------- | -------------------- | -------------------- | ---------------------- |
| 2011      | José Gálvez          | 1-1, 6-2             | Sport Áncash           |
| 2012-2013 | Torneo non disputato | Torneo non disputato | Torneo non disputato   |
| 2014      | Alianza Lima         | 3-3 (5-3 dcr)        | Universidad San Martín |
| 2015      | U. César Vallejo     | 3-1                  | Alianza Lima           |

## Statistiche

### Vittorie
| Club             | Vittorie | Secondi posti |
| ---------------- | -------- | ------------- |
| Alianza Lima     | 1        | 1             |
| José Gálvez      | 1        | -             |
| U. César Vallejo | 1        | -             |

### Capocannonieri
| Anno | Giocatore                        | Club                           | Reti | Note  |
| ---- | -------------------------------- | ------------------------------ | ---- | ----- |
| 2011 | Fabricio Lenci                   | Sport Áncash                   | 6    | [ 3 ] |
| 2014 | Luis Perea                       | Univ. San Martín               | 12   | [ 5 ] |
| 2015 | Lionard Pajoy Maximiliano Giusti | Unión Comercio León de Huánuco | 7    | [ 4 ] |